# Goldfieber (1964)
Goldfieber (Originaltitel: Blood On The Arrow) ist ein Western des Regisseurs Sidney Salkow aus dem Jahr 1964 mit Wendell Corey als Clint Mailer, Martha Hyer als Nancy Mailer, Paul Mantee als Segura, Dandy Curran als Tim Mailer und Dale Robertson als Wade Cooper.

## Handlung
Der steckbrieflich gesuchte Revolverheld Wade Cooper ist der einzige Überlebende eines Apachen-Angriffs auf die Kavallerie-Einheit, die ihn gefangen genommen hat. Nancy Mailer rettet den Verletzten und bringt ihn zur Handelsstation ihres Mannes Clint. Clint, der sich als feiger Geizhals entpuppt, will nicht, dass Nancy den Verletzten gesund pflegt, doch seine Frau setzt sich durch. 
Die Apachen überfallen die Handelsstation und nehmen den Sohn der Mailers als Geisel. Für die Freilassung verlangen sie Gewehre. Clint Mailer versichert sich der Hilfe einer Bande von Banditen, die für ihn die Gewehre aus einem Armeedepot stehlen sollen. Doch der Raub geht schief, die Banditen werden ertappt und erschossen. 
Cooper kann den Jungen retten, indem er die Apachen in eine Goldmine lockt und dort durch eine Sprengfalle tötet. Nancy hat sich mittlerweile in ihn verliebt. Sie verlässt ihren Mann und startet mit Cooper ein neues Leben.

## Kritik
„Flüchtig inszenierter, mäßig spannender Western.“

„Gut gemeinter Durchschnittswestern, dessen oberflächliche Fragestellung jüngere Filmbesucher verwirren wird. Deshalb erst ab 16 Jahren geeignet.“

## Hintergrund
Der Film wurde am 11. Oktober 1964 in den USA uraufgeführt. In Deutschland erschien er erstmals am 14. Januar 1966 in den Kinos.